# Kató Béla
Kató Béla (Barátos, 1954. január 31. –) református lelkész, az Erdélyi Református Egyházkerület püspöke 2012-től 2024-ig.

## Életpályája
Elemi iskoláit szülőfalujában, a középiskolát a kolozsvári volt Református Kollégiumban végezte. 1974–1979 között a kolozsvári Egységes Protestáns Teológiai Intézet hallgatója volt, közben egy évet a nagyszebeni német nyelvű lutheránus teológián tanult. 
1979–1988 között háromszéki Cófalván volt lelkész, 1988–2001 között az illyefalvi református egyházközség parókia lelkésze. 1990-ben négy hónapig Illyefalva polgármestere, majd helyi tanácsos, 1992–2004 között három cikluson át pedig a Kovászna Megyei Tanács tagja volt. 2000–2012 között az Erdélyi Református Egyházkerület főjegyzője-püspökhelyettese volt. 2012 decemberében püspökké választották, püspöki beiktatásának dátuma 2013. február 1. Hivataláról 2024 adventjén köszönt le, miután megválasztották az új püspököt.
2002-től a Sapientia Alapítvány Kuratóriumának tagja, majd  2003 októberétől az elnöke.

## Munkássága
Várhegyen és Illyefalván református imaházat építtetett még 1989 előtt. 1992-ben a LAM és a KIDA alapítványok létrehozásának kezdeményezője. A Keresztény Ifjúsági és Diakóniai Alapítvány konferencia központot és árvagyermekek nevelőintézetét működtette (Illyefalvi Gyermekfalu), a Landwirtschaft–Agricultura–Mezőgazdaság Alapítvány keretén belül régió- és mezőgazdaság-fejlesztési programokat koordinált és finanszírozott.
Nevéhez fűződnek: orvosi központ építése, hitelszövetkezet létrehozása, emlékszobák kialakítása, köztéri szobrok állítása, önsegélyző pénztár létrehozása.

## Díjai, elismerései
- Bethlen Gábor-díj (1994)[2]
- Kisebbségekért Díj (1995)
- Szabó Dezső-emlékérem (1999)
- Az Anyaszentház Építője Díj (2001)
- Bocskai-díj (2001)
- Külhoni Magyarságért Díj (2017)[3]

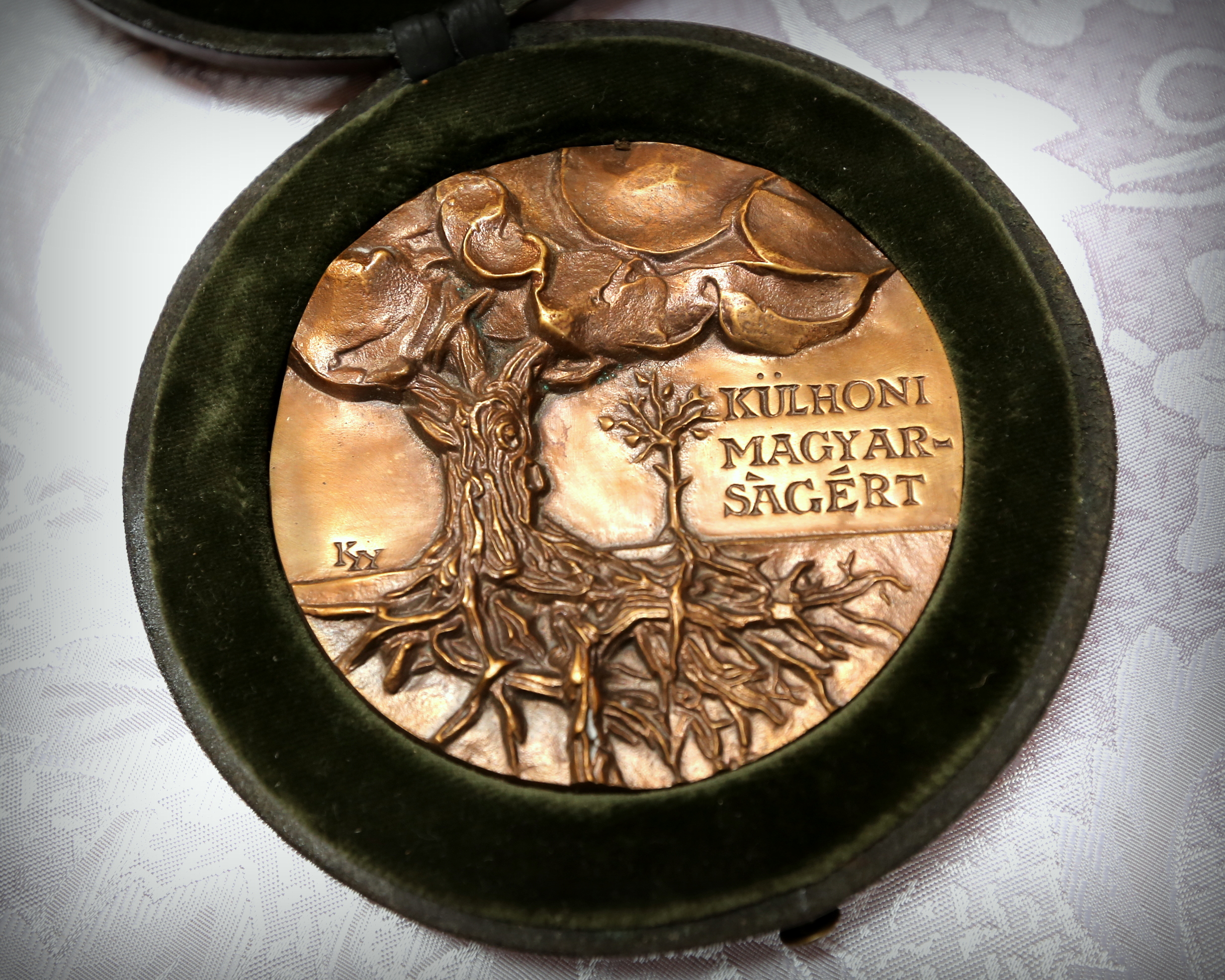

- A Magyar Érdemrend középkeresztje a csillaggal (2021)
- A Magyar Érdemrend nagykeresztje (2024)[4]